# ラヨーン・ユナイテッドFC
ラヨーン・ユナイテッドFC（タイ語: สโมสรฟุตบอลระยอง ยูไนเต็ด, 英語: Rayong United Football Club）は、タイ王国のラヨーン県をホームタウンとするサッカークラブ。

## 歴史
2005年にプラーチーンブリーFC（タイ語: สโมสรฟุตบอลจังหวัดปราจีนบุรี, 英語: Prachinburi Football Club）として創設された。
2007年にリージョナルリーグ・ディヴィジョン2に加入。2008年はグループAで優勝し、タイ・ディヴィジョン1リーグへの昇格を決めた。優勝決定プレーオフでもグループB優勝のArmy Welfare Department FCを退けて優勝した。
2010年はディヴィジョン1で13位に終わり、ディヴィジョン2のJW Rangsit FCとのプレーオフにも敗れて降格が決定した。ディヴィジョン2では中部・東部リーグに加入する予定だったが、すでに同じプラーチーンブリー県のプラーチーンブリー・ユナイテッドFCが加入していたため、バンコク地区リーグに所属した。ディヴィジョン2の規定では同じ地区リーグに同じ県のチームが複数所属することは禁じられていた。
2012年にプラーチーンブリー県からラヨーン県に移転し、クラブ名もラヨーン・ユナイテッドFCに変更した。バンコク地区リーグで準優勝すると、チャンピオンシップでもグループAで2位に入り、ディヴィジョン1への復帰を決めた。3位決定戦ではグループBで2位のラヨーンFCに敗れた。
2013年はディヴィジョン1で最下位に終わり、ディヴィジョン2へ降格した。

## タイトル

### 国内タイトル
- リージョナルリーグ・ディヴィジョン2 (1) : 2008
  - リージョナルリーグ・ディヴィジョン2 グループA 優勝 (1) : 2008
  - リージョナルリーグ・ディヴィジョン2 バンコク地区 準優勝 (1) : 2012

## 過去の成績
- 2007 リージョナルリーグ・ディヴィジョン2 : 3位
- 2008 リージョナルリーグ・ディヴィジョン2 : 優勝 (グループA優勝) (昇格)
- 2009 タイ・ディヴィジョン1リーグ : 5位
- 2010 タイ・ディヴィジョン1リーグ : 13位 (降格)
- 2011 リージョナルリーグ・ディヴィジョン2 バンコク地区 : 4位
- 2012 リージョナルリーグ・ディヴィジョン2 バンコク地区 : 2位
  - 2012 リージョナルリーグ・ディヴィジョン2 チャンピオンシップ : 4位 (グループA2位) (昇格)
- 2013 タイ・ディヴィジョン1リーグ : 18位 (降格)

## 歴代所属選手
- 佐藤祐介 2012
- バルチ・ジュニオール 2013
- 前田遼平 2013